# Granat obronny wz.23
Granat obronny wz. O. 23 – granat obronny polskiej produkcji, używany przez Wojsko Polskie. Granat był wykonany ze skorupy w kształcie jajowym wykonanej z żelaza o grubości 6,5–8 mm, rozrywającej się w trakcie wybuchu na bardzo wiele małych raniących odłamków. Jej waga wynosiła 400 g. Skorupa pomalowana była na czarno.
Materiałem wybuchowym był szedyt w ilości około 60 g. Granat posiadał zapalnik czasowy wz. AC. 25 o ciężarze 125 g.
Granat działał odłamkami, na które rozpadała się pokarbowana skorupa. Ich rozrzut to do 100 m od miejsca wybuchu. Używany był tylko z ukrycia.